# Григорий Просветитель
Святой Григорий Просветитель (арм. Սուրբ Գրիգոր Լուսավորիչ Сурб Григор Лусаворич, также Գրիգոր Պարթև Григор Партев; греч. Γρηγόριος Φωστήρ Григо́риос Фости́р или Φωτιστής Фотисти́с; ок. 252—326) — просветитель Армении и первый католикос всех армян. Крестил царя Армении Трдата III и царицу Ашхен, которые стали первыми в истории христианскими правителями. Крестил царей Алании, Грузии, Абхазии и Кавказской Албании.
Святой Армянской апостольской церкви (память четыре раза в году), а также Русской православной (где известен как Священномученик Григорий Армянский, просветитель Великой Армении) и других Православных церквей, Римско-католической и Англиканской церквей.
Память святого Григория празднуется в Русской православной церкви 30 сентября (13 октября), в римско-католической 1 октября (festa pro aliquibus locis).

## Житие

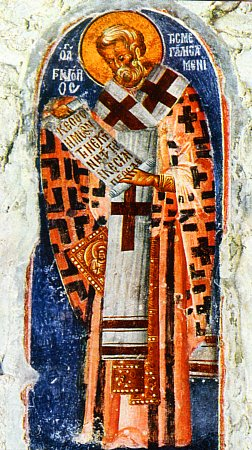
Святитель Григорий Армянский, Икона XIV в., Греция

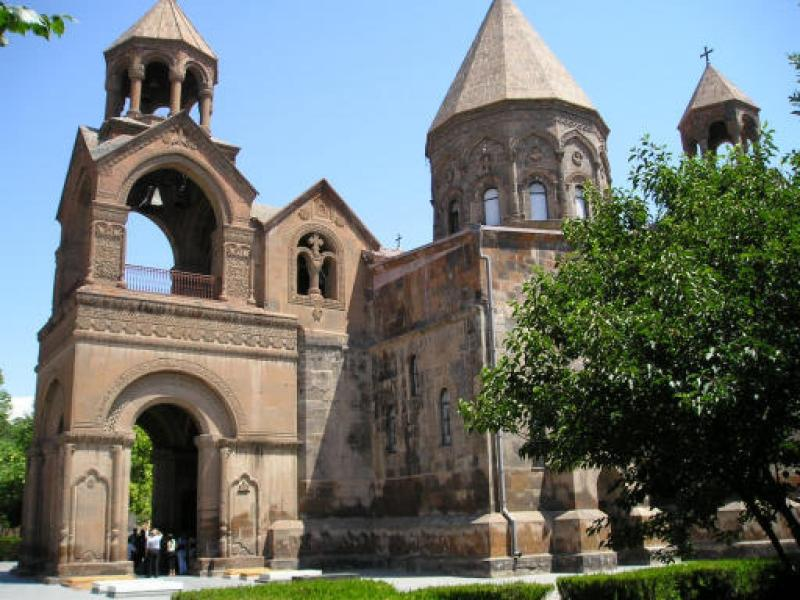
Эчмиадзинский кафедральный собор, построенный благодаря усилиям Святого Григория

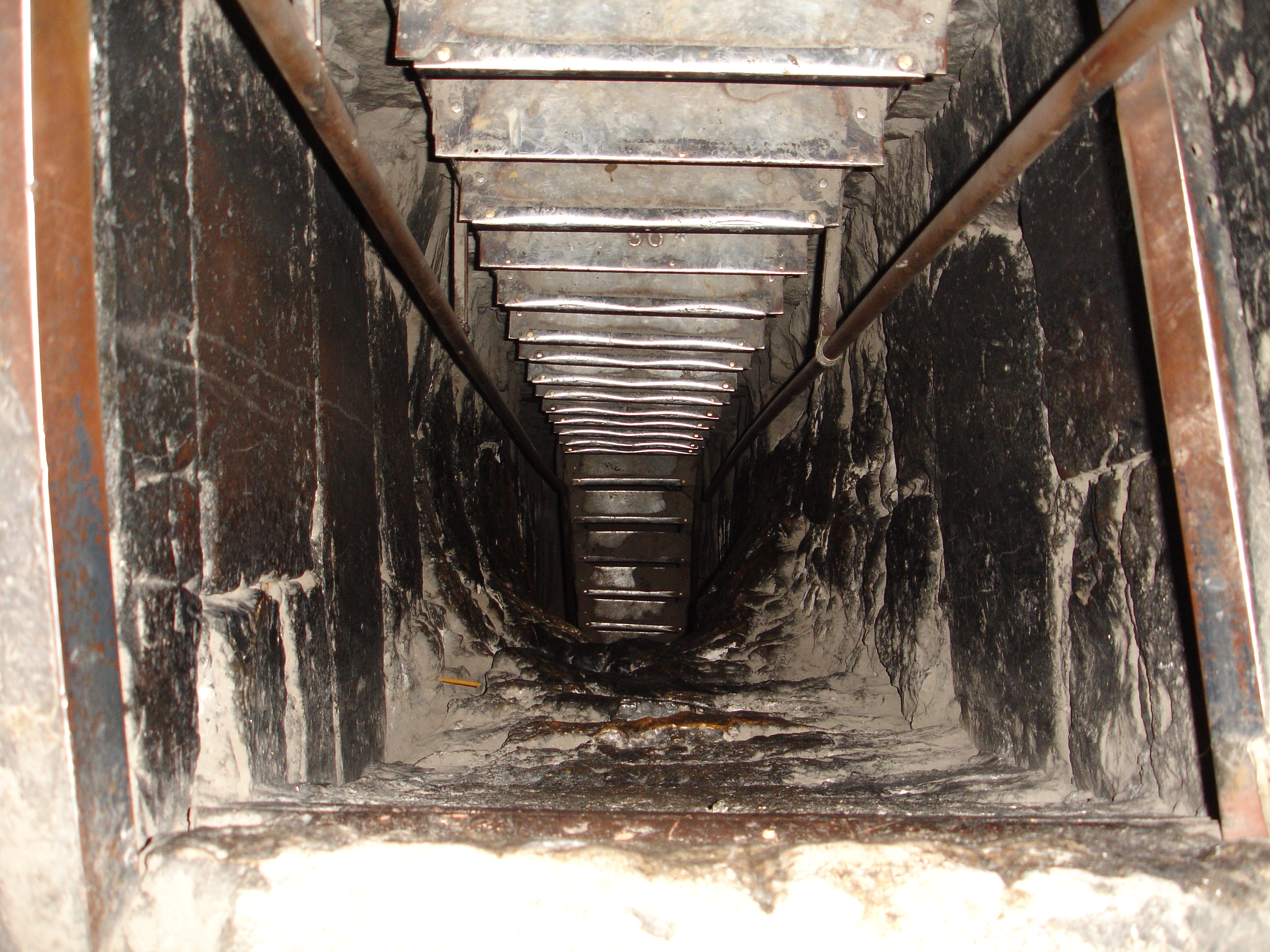
Вход в темницу Хор Вирапа, в которой Григорий Просветитель находился в заключении 13 лет

Житие Григория составлено Агафангелом, автором V века, описавшим историю обращения Армении в христианство. Помимо жития в книге Агафангела содержится сборник 23 проповедей, приписываемых Григорию Просветителю, поэтому произведение также называют «Книгой Григориса» или «Учением Просветителя» (арм. «Вардапетутюн»).
По свидетельству Мовсеса Хоренаци, юность Григория прошла в Кесарии Каппадокийской. Он был женат на христианке Марии (по другой версии Иулитте) и был отцом двоих сыновей. После трёх лет семейной жизни супруга Григория удалилась в монастырь вместе с младшим сыном, который по достижении совершеннолетия принял монашество.
Согласно жизнеописанию, отец Григория, парфянин Апак (Анак), был родственником персидского царя Артабана и его брата, армянского царя Курсара. Подкупленный персидским царём, Апак убил армянского царя Хосрова II, за что был казнён; вся его семья была истреблена, кроме младшего сына, которого кормилица — христианка, успела унести на свою родину, в Кесарию Каппадокийскую. Там мальчик был крещён с именем Григорий и получил христианское воспитание. Вступив в брак, он вскоре расстался с женой. Григорий отправился в Рим и поступил там в услужение к сыну Хосрова, Тиридату (Трдату III), желая усердной службой загладить вину своего отца.
Прибыв в Армению в 287 году в сопровождении римских легионов, Трдат вернул себе отцовский престол. За исповедание христианства он велел бросить Григория в подземную темницу для смертников Хор Вирап (арм. Խոր Վիրապ «глубокая темница») или колодец Арташата (Артаксата), где он находился в заточении 13 лет. Некая женщина ежедневно бросала ему ломоть хлеба, спасая святого от голодной смерти.
Принятие христианства Арменией исторически связано с мученической смертью святых дев-Рипсимеянок. Согласно преданию, группа девушек-христианок родом из Рима бежала на Восток, скрываясь от преследований императора Диоклетиана. Совершив паломничество в Иерусалим, девы, пройдя Эдессу, достигли пределов Армении и обосновались в виноградных давильнях вблизи Вагаршапата. Царь Трдат, очарованный красотой Рипсимэ, пожелал взять её в жёны, однако встретил отчаянное сопротивление. За неповиновение он приказал предать всех девушек мученической смерти. Рипсимэ с 32 подругами погибли в северо-восточной части Вагаршапата, наставница дев Гаянэ вместе с двумя девами — в южной части города, ещё одну деву казнили прямо в давильне.
После этого Трдат впал в безумие, начал отождествлять себя с диким кабаном, ушёл в лес, где питался травой и кореньями. Эта форма одержимости проявилась и у его военачальников. Сестре царя Хосровидухт пять раз являлся ангел в блистающем сиянии, возвещавший, что Трдат не исцелится, пока Григорий не будет выведен из рва. Хосровидухт рассказала своим приближённым содержание видения, однако все усомнились, что Григорий, тринадцатью годами ранее брошенный в болотистую яму, наполненную змеями и скорпионами, остался жив. Тем не менее, Хосровидухт и члены царской семьи пришли ко рву и громко воззвали: «Григорий, жив ли ты?» Григорий ответил: «Благодатью Бога моего я жив».
И он, бледный и обросший волосами и ногтями, исхудавший и почерневший от болотной тины и крайних лишений, был выведен из рва. Святого омыли, одели в новые одежды и подкрепили пищей. Все с почтением кланялись святому Григорию и, припадая к его ногам, просили его, чтобы он умолил своего Бога об исцелении царя, военачальников и всего войска. Блаженный Григорий вначале расспросил их о телах убиенных Трдатом 37 святых дев — рипсимиянок, так как они лежали непогребёнными в течение десяти дней, а затем собрал и похоронил тела святых дев, включая святую Рипсимэ. После этого он 66 дней проповедовал язычникам, призывая их отказаться от идолопоклонства и уверовать в Единого Бога и Сына Его Иисуса Христа. Григорий сообщил им, что Бог сохранил его живым во рве, где его часто посещал ангел Божий, чтобы он впоследствии привёл народ к христианской вере.
Святой повелел воздвигнуть большую церковь, в которую он внёс тела блаженных мучениц, поставил в ней святой крест и повелел народу собираться там и молиться. Затем Григорий привёл царя Трдата к телам казнённых им святых дев, чтобы он просил их молитв пред Господом Иисусом Христом. Как только царь исполнил требование Григория, его одержимость прекратилась. Получив исцеление, царь сразу крестился в 301 году и провозгласил христианство государственной религией Армении. Так Армения стала первой страной в истории, принявшей христианство на государственной основе. Повсеместно в стране началась жестокая кампания по искоренению многовекового наследия армянской дохристианской культуры.
В 302 году в Кесарии епископ Леонтий Кесарийский рукоположил Григория в епископы, после чего в 303 году он построил храм в городе Вагаршапате — столице царя Трдата III. По преданию, Григорий имел видение — сонм ангелов в луче света, за ними Христа, спустившегося с небес на Землю с золотым молотом в руке. Он ударил молотом по месту, где находилось языческое капище. От удара разверзлась земля, из недр раздался адский вопль, и на этом месте возник золотой жертвенник, над которым воссиял огненный крест. Христос повелел Григорию: «Здесь воздвигни Мне храм». Потому храм был назван Эчмиадзин, что означает «сошёл Единородный», то есть, Иисус Христос. Григорий окружил место видения стеной и приступил к возведению храма, который он посвятил Богородице. Его строительство завершилось в 303 году. В XV веке для увековечения видения святого Григория кафедральный собор был переименован в святой Эчмиадзин — «Место сошествия Единородного». В Армянской церкви в субботу перед Успением Пресвятой Богородицы отмечается праздник освящения кафедрального собора Эчмиадзина Шогакат («излияние света») в память о видении, которое имел Григорий. Впоследствии название «Эчмиадзин» закрепилось за кафедральным собором, а наименование «Шогакат» за одним из трёх храмов, возведённых Григорием на том самом месте, где ему было видение.
Армянский историк, двоюродный брат Григория, Агафангел (Агатангелос) цитирует свидетельство святого: «И, взглянув, увидел я разверстой твердь небес и воды над ней также разверстыми, подобно ущельям и вершинам разведенные в одну и другую стороны, нагромождены были они необозримо и неизъяснимо для созерцания оком. А свет, истекая сверху вниз, достигал земли, и увидел я в свете неисчислимое воинство двукрылых небожителей в образе людей, с крыльями как пламя. Подобно мельчайшим атомам пыли, пляшущим в весеннюю пору жгучего солнца в лучах, проникающих через окна и двери, светозарное воинство покрыло всю землю, и низвергшийся свет вместе с воинством предстал пред Ним».
Явившийся Григорию ангел истолковал ему видение: «Образ человеческий есть Господь; здание, увенчанное крестом, означает вселенскую Церковь, пребывающую под охраной Креста, ибо на кресте умер Сын Божий. Место это должно сделаться местом молитвы. Повергнись перед благодатью, которую явил тебе Бог, и воздвигни эту церковь».
По свидетельству философа и богослова святого Григория (Григора) Татеваци, в 315 году Григорий Просветитель с царём Трдатом в сопровождении 70-тысячного войска отправились в Рим для заключения мирного договора с царём Константином, встречи с папой Сильвестром и поклонения мощам апостолов Петра и Павла.
Согласно преданию Армянской церкви, по возвращении из Рима Григорий совершил пешее паломничество в Иерусалим. Не считая себя достойным сразу по прибытии поклониться Гробу Господню, он в посте и молитвах провёл семь лет в пещере у подножия Голгофы. По прошествии этого времени в Великую Субботу он вошёл в пещеру к Трёхдневному ложу Христа и стал очевидцем схождения Благодатного огня — лампады и свечи на его глазах самовозгорелись. Армянская церковь связывает это явление с молитвами святого Григория, поэтому именование Просветитель (арм. Лусаворич) имеет в армянской теологии двоякий смысл — он не только просветитель армянского народа, но и тот, по чьим молитвам на Землю низводится Святой Свет. Данный взгляд официально не разделяется Иерусалимской православной церковью, ежегодно совершающей в Великую Субботу богослужение в храме Воскресения.
В 325 году Григорий был приглашён на Первый Вселенский Собор в Никее, но не имел возможности поехать сам и отправил туда своего сына Аристакеса, который, вместе с ещё одним посланником по имени Акритис, привёз в Армению Никейские постановления.
В том же году Григорий передал кафедру сыну, а сам удалился на гору Сепух в пещеру, где до него жила одна из рипсимеянок святая дева Манэ. Григорий умер в пещере в 326 году. Его тело нашли пастухи, которые, не опознав умершего католикоса, засыпали его грудой камней. В дальнейшем Григорий Просветитель явился одному из учеников и сообщил о местонахождении своих мощей. Тело святого было обретено нетленным. Мощи святого были перенесены и преданы земле в селе Тордан Даранагской губернии.
Позже мощи были перенесены в Эчмиадзин.
Почти тысячу лет могила святого Григория являлась местом поклонения. В течение последних 500 лет мощи хранились в армянской церкви в Неаполе, а 11 ноября 2000 года были переданы Католикосу всех армян Гарегину II и в настоящее время покоятся в построенном в 2001 году ереванском кафедральном соборе Св. Григория Просветителя. На месте подземной темницы святого Григория находится монастырь Хор Вирап, в Араратской долине, вблизи границы с Турцией.
Житие Григория было переведено на греческий язык в конце VI века. В X веке Симеон Метафраст включил его в свои «Жития святых». С греческого текста был сделан перевод на латинский, грузинский и арабский языки. Существует также эфиопская редакция, тесно связанная с арабским переводом. Текст жития содержится и в русской Минее (память 30 сент.).

## Род Григоридов
Являлся основателем рода Григоридов, просуществовавшего до середины V века, в котором должность главы армянской церкви передавалась по наследству. Происхождение этого рода традиционно возводится к знатной парфянской династии Сурен-Пахлавов, являвшейся ветвью царского дома Аршакидов.
Этого мнения придерживаются средневековые армянские историографы, в частности, Ованнес Драсханакертци в «Истории Армении». Один из потомков святого Григория — католикос Саак I Великий († 439) носил прозвание Партев (арм. Պարթև — Парфянин), что может быть прямым указанием на происхождение просветителя Армении.
Сыновья Григория
- св. Вртанес I (его сын — св. Григорис)
- св. Аристакес I

## Десница святого Григория
Одна из главных реликвий Армянской церкви — Десница Григория Просветителя хранится в Эчмиадзинском кафедральном соборе. Изготовлена из драгоценных металлов и самоцветов, в виде благословляющей руки с мощами Просветителя. Она считается официальным символом духовной власти Верховного Патриарха и Католикоса Всех Армян. Ни один значительный церковный обряд не обходится без Десницы: ей католикос благословляет паству, ей перемешивают и тем самым освящают святое миро при мироварении, её возлагают на голову рукопологаемого в епископы.
В 2015 году Центральный банк Армении ввёл в обращение памятную серебряную монету «Десница Григория Просветителя».

## Образ в искусстве
Большую популярность обрела «Молитва Св. Григория» для трубы и оркестра, созданная в 1946 году американским композитором армянского происхождения Аланом Хованессом.

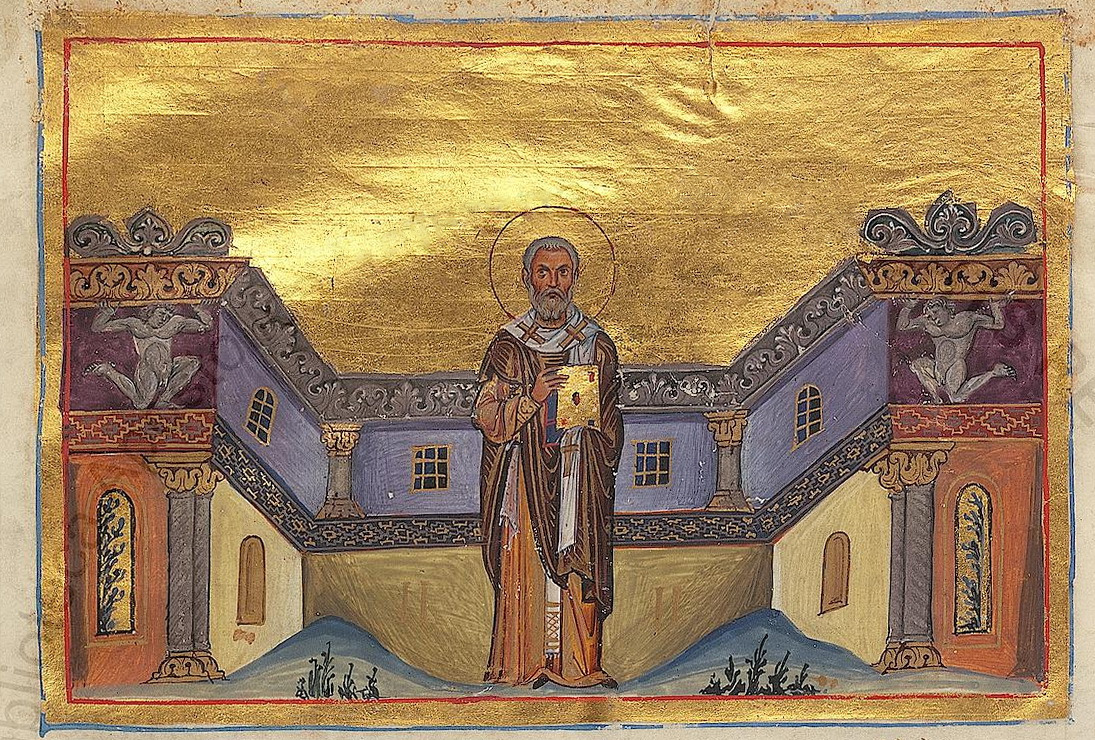
Григорий Просветитель. Константинополь. 985 г. Миниатюра Минология Василия II. Ватиканская библиотека. Рим.
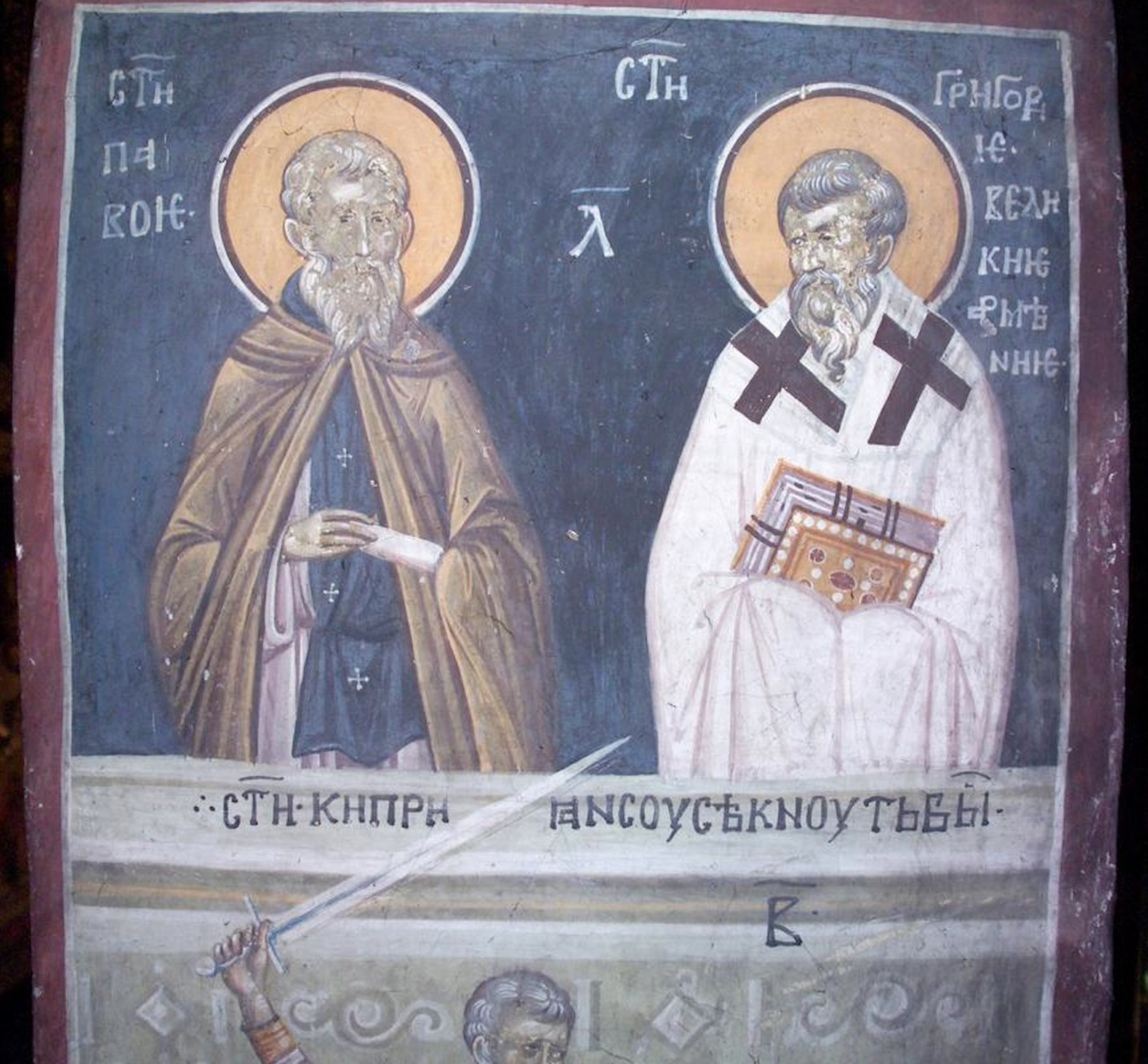
Павой и Григорий Армянский. Северо-восточный столб; Балканы. Сербия. Грачаница; XIV в.; местонахождение: Сербия. Косово. Монастырь Грачаница. Неф
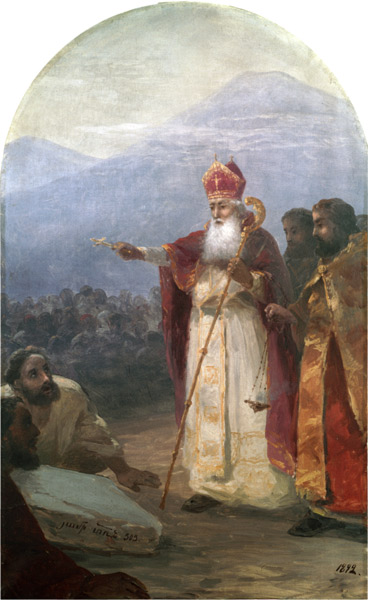
И. К. Айвазовский. «Крещение армянского народа. Григорий Просветитель». 1892, Феодосийская картинная галерея.
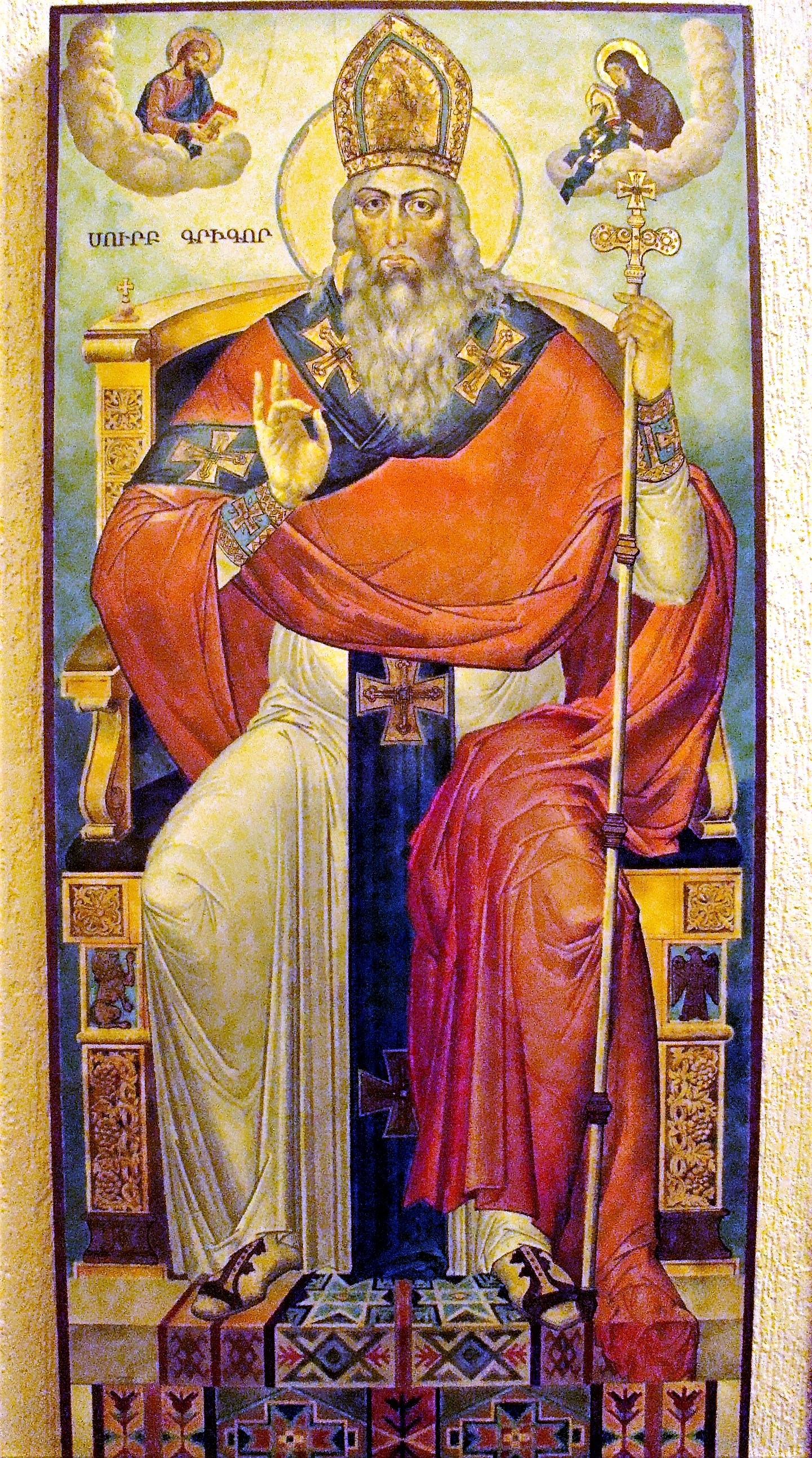
Григорий Просветитель. Интерьер армянской церкви Сурб Геворг в Волгограде

Григорий Просветитель - одно из действующих лиц армянского кинофильма «Жрица» 2007 года.

## Память
Память священномученика Григория в Русской православной церкви совершается 30 сентября (13 октября) шестеричным богослужением. В Российском императорском флоте в честь святого были названы два фрегата 1782 и 1791 годов постройки. Один из приделов Собо́ра Покрова́ Пресвято́й Богоро́дицы (Покрова на Рву) на Красной площади в Москве, более известного как Храм Василия Блаженного, освящён в честь Григория Просветителя, часто называемого в Русской православной церкви Григорием Армянским.
Имя Григория Просветителя носят улица в Ереване и построенная в 2001 году церковь в центре Еревана, которая в итоге стала достопримечательностью и одним из самых узнаваемых символов христианства в Армении.